# Augustus H. Garland

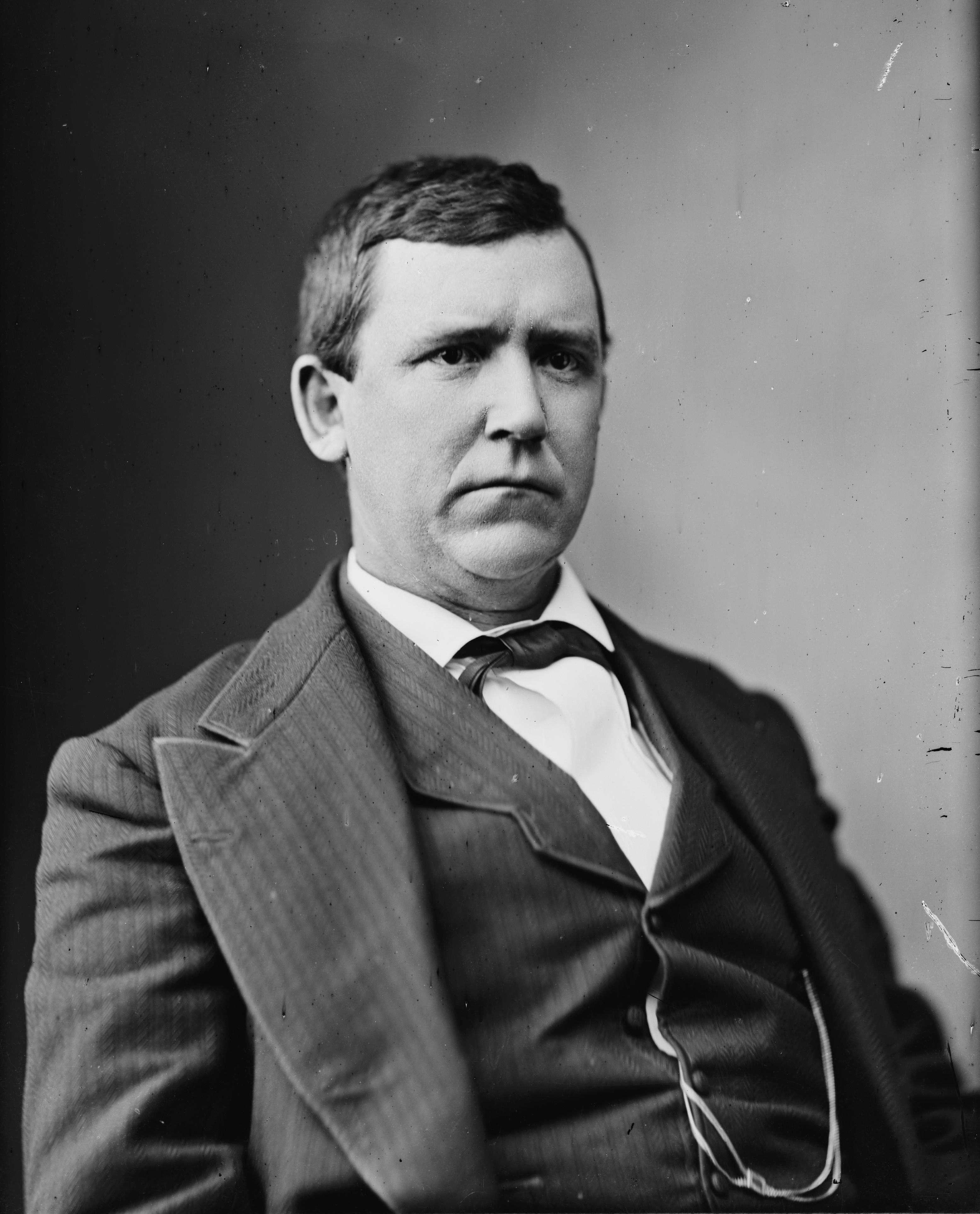
Augustus Hill Garland

Augustus Hill Garland, född 11 juni 1832 i Covington, Tennessee, död 26 januari 1899 i Washington, D.C., var en amerikansk politiker och jurist.

## Ungdom och tidiga liv
Garlands familj flyttade till Arkansasterritoriet 1833. Garland studerade juridik, öppnade en advokatbyrå i Washington, Arkansas 1853 och flyttade till Little Rock 1856. I början av sin politiska karriär tillhörde han Whigpartiet, därefter Knownothings, därefter Constitutional Union och slutligen Demokratiska partiet.

## Politisk karriär
Under amerikanska inbördeskriget var Garland kongressledamot i Amerikas konfedererade stater. Han blev invald till USA:s senat för mandatperioden som skulle ha börjat 1867 men var inte tillåten att bli senator den gången.

## Guvernör
Garland var guvernör i delstaten Arkansas 1874-1877 och ledamot av USA:s senat 1877-1885. Han tjänstgjorde som USA:s justitieminister under president Grover Cleveland 1885-1889.

## Gravplats
Garlands grav finns på Mount Holly Cemetery i Little Rock.